# Jurica Vranješ
Jurica Vranješ (phát âm [ˈjuritsa ˈʋraɲɛʃ]; sinh ngày 31 tháng 1 năm 1980 ở Osijek) là một cựu cầu thủ bóng đá người Croatia. Anh là một tiền vệ đa năng, chủ yếu chơi ở vị trí tiền vệ phòng ngự và tiền vệ trung tâm với khả năng đánh chặn và chuyền bóng tốt.

## Sự nghiệp
Vranješ sinh ở Osijek, Croatia.Anh khởi nghiệp ở câu lạc bộ NK Osijek và chơi ở đây từ năm 1997 đến 1999.Anh sau đó chuyển về Bayer Leverkusen và chơi ở đây trong 3 mùa giải trước khi chuyển về VfB Stuttgart vào năm 2003 rồi Werder Bremen vào năm 2005.
Vranjes là thành viên của đội tuyển Croatia ở World Cup 2002 và ở giải này anh chơi 2 trận. Anh cũng là thành viên của đội tuyển U18 Croatia chơi ở giải U18 châu Âu và ở giải này Croatia về đích ở vị trí thứ 3.